# The Studs
 (novembre 2012).
Si vous disposez d'ouvrages ou d'articles de référence ou si vous connaissez des sites web de qualité traitant du thème abordé ici, merci de compléter l'article en donnant les références utiles à sa vérifiabilité et en les liant à la section « Notes et références ».
The studs est un groupe de rock japonais, sous le label indépendant Free-Will, fondé par le chanteur Daisuke en 2007 après la séparation de son précédent groupe, kagerou. Il est mis en pause en 2009 après trois albums, avant d'être dissous à la suite du décès de Daisuke en juillet 2010, annoncé sur le site officiel du groupe.

## Formation
- Chant : Daisuke
- Guitare : Aie
- Basse : Yukino
- Batterie : Hibiki

## Discographie

### Albums
- Studs (13/06/2007, mini-album)
- And hate (05/03/2008)
- Alansmithee (20/05/2009)

### Singles
- Niji no iro (16/01/2008)
- Gaze (06/02/2008)
- Fair Occasinally Dark (09/05/2008)
- Creepy Crawly (01/10/2008)
- Ano oto (08/10/2008)
- Tobari (15/10/2008)
- Spider Nest/Yami nochi ame (03/12/2008)